# ファビアン・カヌ
ファビアン・カヌ（ Fabien Canu 1960年4月23日 - ）は、フランスのサン・ヴァレリー・アン・コー出身の柔道選手。現役時代は86kg級の選手。身長182cm。

## 人物
1983年の世界選手権では決勝で東ドイツのデトレフ・ウルチに敗れて2位だった。翌年のロサンゼルスオリンピックでは5位に終わった。1985年の世界選手権では3位となった。1987年の世界選手権では優勝を果たすが、翌年のソウルオリンピックでは準々決勝で今大会2連覇したペーター・ザイゼンバッハーに敗れると、3位決定戦でも大迫明伸に1-2の判定で敗れて再び5位に終わり、メダルを獲得できなかった。1989年の世界選手権では2連覇を達成した。

## 主な戦績
- 1980年 - 世界学生　優勝
- 1983年 - 地中海競技大会　優勝
- 1983年 - 世界選手権　2位
- 1984年 - フランス国際　3位
- 1984年 - ロサンゼルスオリンピック　5位
- 1984年 - オーストリア国際　3位
- 1985年 - フランス国際　優勝
- 1985年 - ソ連国際　優勝
- 1985年 - 世界選手権　3位
- 1986年 - フランス国際　優勝
- 1986年 - ヨーロッパ選手権　3位
- 1987年 - ヨーロッパ選手権　優勝
- 1987年 - 地中海競技大会　優勝
- 1987年 - 世界選手権　優勝
- 1988年 - フランス国際　優勝
- 1988年 - ヨーロッパ選手権　優勝
- 1988年 - ソウルオリンピック　5位
- 1989年 - フランス国際　2位
- 1989年 - ヨーロッパ選手権　優勝
- 1989年 - 世界選手権　優勝
- 1990年 - ハンガリー国際　2位
- 1990年 - ヨーロッパ選手権　3位
- 1991年 - フランス国際　3位